# Cicurina peckhami
Cicurina peckhami là một loài nhện trong họ Dictynidae.
Loài này thuộc chi Cicurina. Cicurina peckhami được Eugène Simon miêu tả năm 1898.